# Elsterwerdaer Platz (métro de Berlin)
Elsterwerdaer Platz est une station de la ligne 5 du métro de Berlin. Elle est située dans le quartier de Biesdorf, près de la place d'Elsterwerda (Elsterwerdaer Platz), à Berlin en Allemagne.

## Situation sur le réseau

Plan du métro.

La station Elsterwerdaer Platz de la ligne 5 du métro de Berlin, est située entre la station Biesdorf-Süd au sud-ouest, en direction du terminus Hauptbahnhof, et la station Wuhletal au nord-est, en direction du terminus Hönow.
Elle dispose d'un quai central encadré par les deux voies de la ligne.

## Histoire
La construction de la station est décidée en 1985 dans le cadre du prolongement de la ligne E à l'est de Tierpark. À son ouverture, le 1er juillet 1988, la station est le terminus provisoire pendant un an avant l'ouverture d'une nouvelle section de la ligne jusqu'à Hönow le 1er juillet 1989.

## Services aux voyageurs

### Desserte
Elsterwerdaer Platz est desservie par les rames circulant sur la ligne 5 du métro.

Installations et desserte
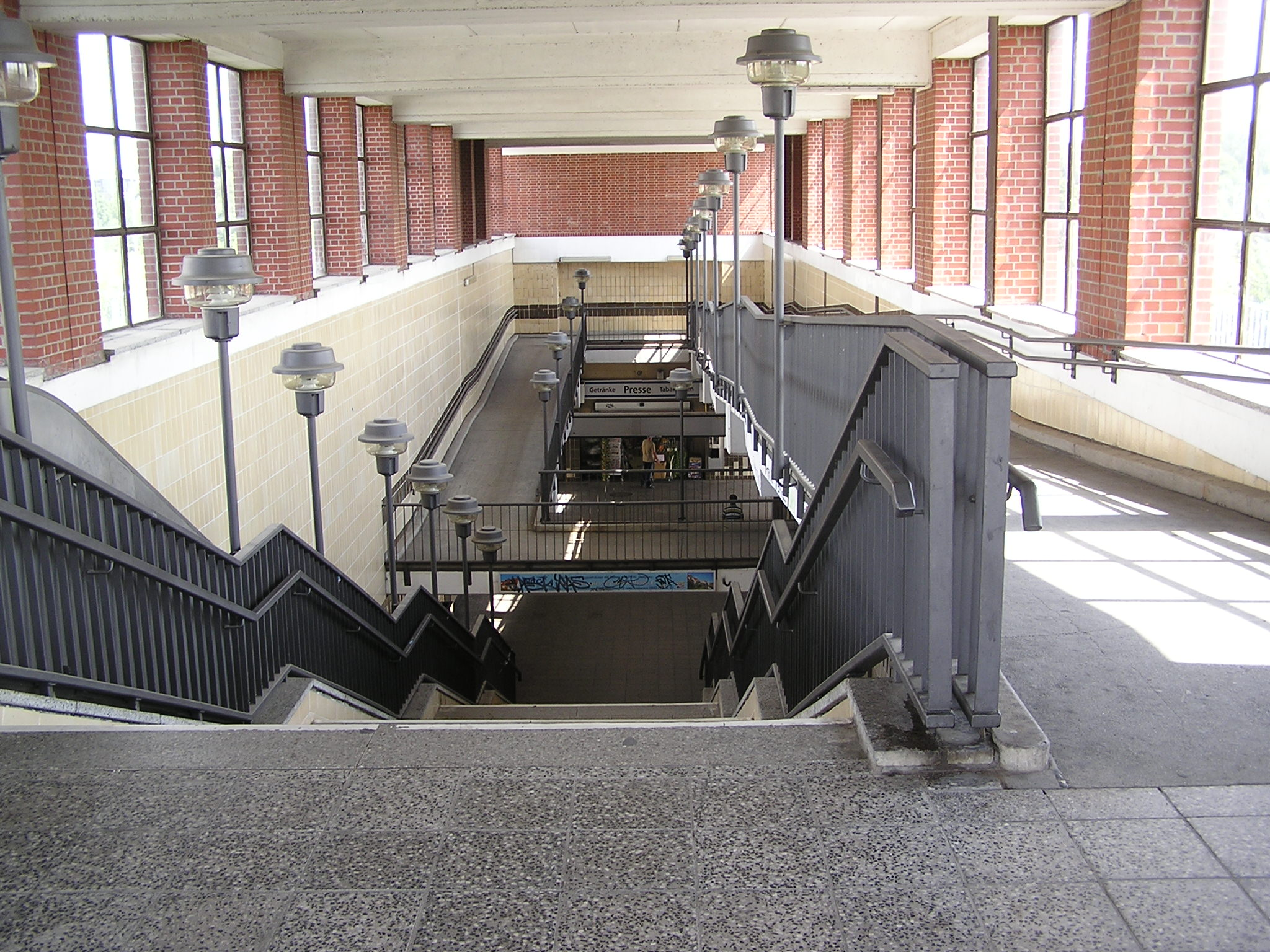
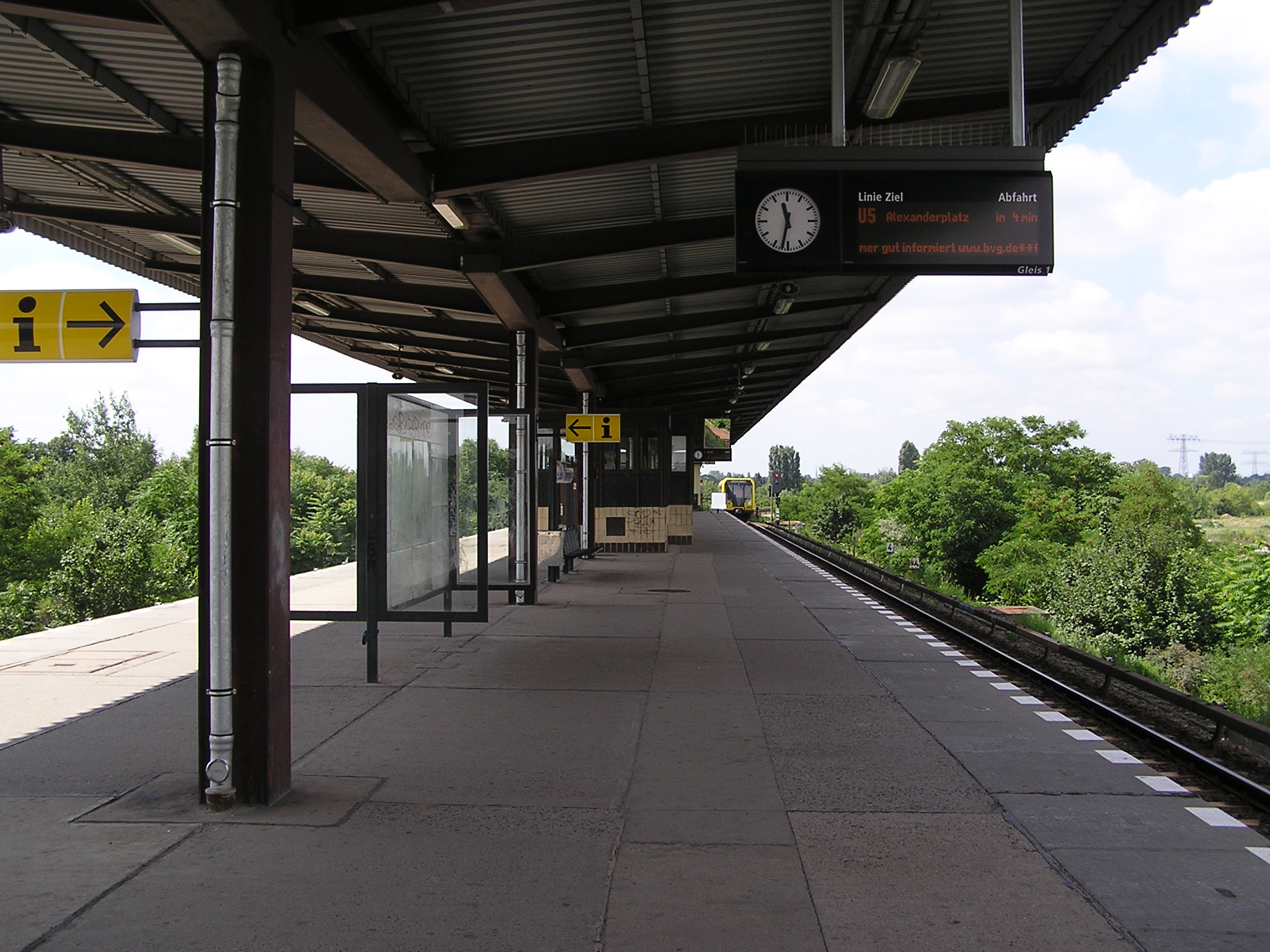
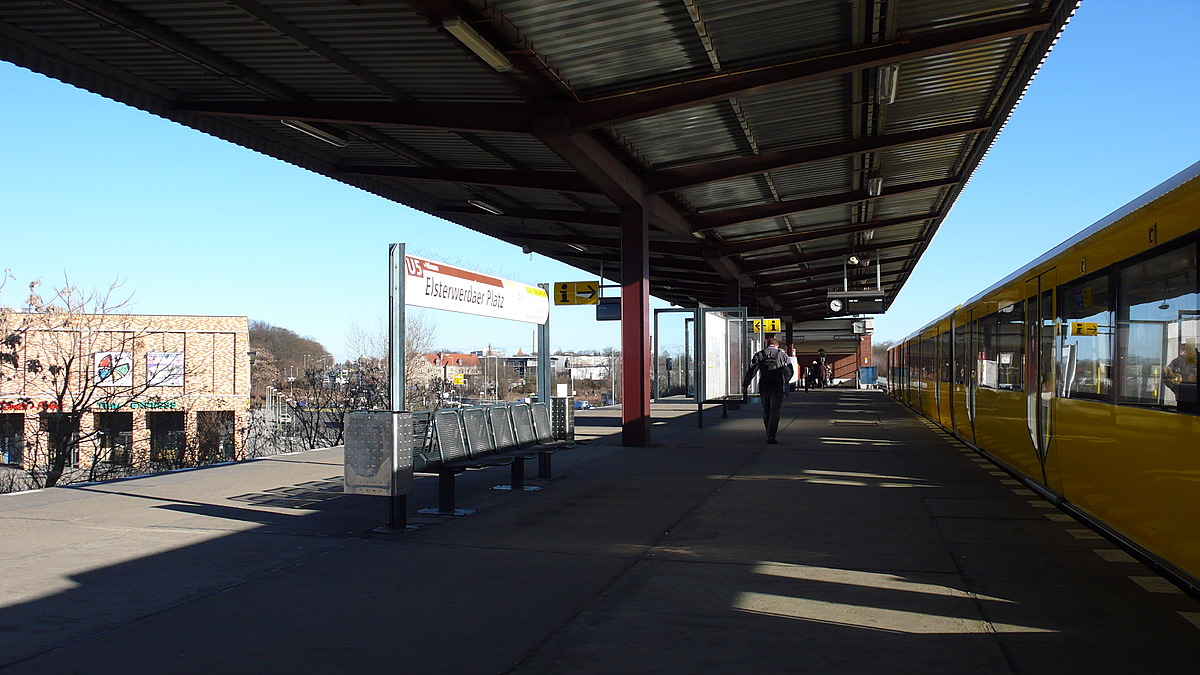